# Rdečemesa barčica
Rdečemesa barčica (znanstveno ime Anadara granosa) je vrsta školjk iz družine barčic (Arcidae). Razširjena je v Indijskem in Tihem oceanu od vzhodnih obal Afrike do Avstralije in Polinezije pa vse do Japonske. Živi zakopana v mulj ali pesek na globinah od enega do dveh metrov. Odrasle školjke so dolge med 5 in 6 cm, široke pa od 4 do 5 cm. Je izjemno cenjena školjka z okusnim mesom, ki jo kuhajo, pečejo in dušijo, tradicionalno pa se postreže surova.